# Pronville-en-Artois
Pronville-en-Artois  (früher: Pronville) ist eine Gemeinde im französischen Département Pas-de-Calais in der Region Hauts-de-France. Sie gehört zum Kanton Bapaume (bis 2015 Kanton Marquion) im Arrondissement Arras. Sie grenzt im Norden an Buissy, im Osten an Inchy-en-Artois, im Süden an Beaumetz-lès-Cambrai und Doignies und im Westen an Quéant.
Die Änderung des Namens von Pronville auf Pronville-en-Artois erfolgte mit Dekret 2017-149 vom 7. Februar 2017.

## Bevölkerungsentwicklung
| Jahr      | 1962 | 1968 | 1975 | 1982 | 1990 | 1999 | 2006 | 2008 | 2013 |
| --------- | ---- | ---- | ---- | ---- | ---- | ---- | ---- | ---- | ---- |
| Einwohner | 359  | 358  | 305  | 261  | 239  | 272  | 309  | 312  | 336  |

## Nachweise
1. ↑  Dekret zu Umbenennung der Gemeinde